# Educational Testing Service
Educational Testing Service (ETS) – organizacja badająca i oceniająca organizację szkół prywatnych z siedzibą główną w Princeton, w Stanach Zjednoczonych. Została założona w 1947 roku. ETS zatrudnia około 2700 osób, w tym 240 doktorów i 350 z wyższym wykształceniem.

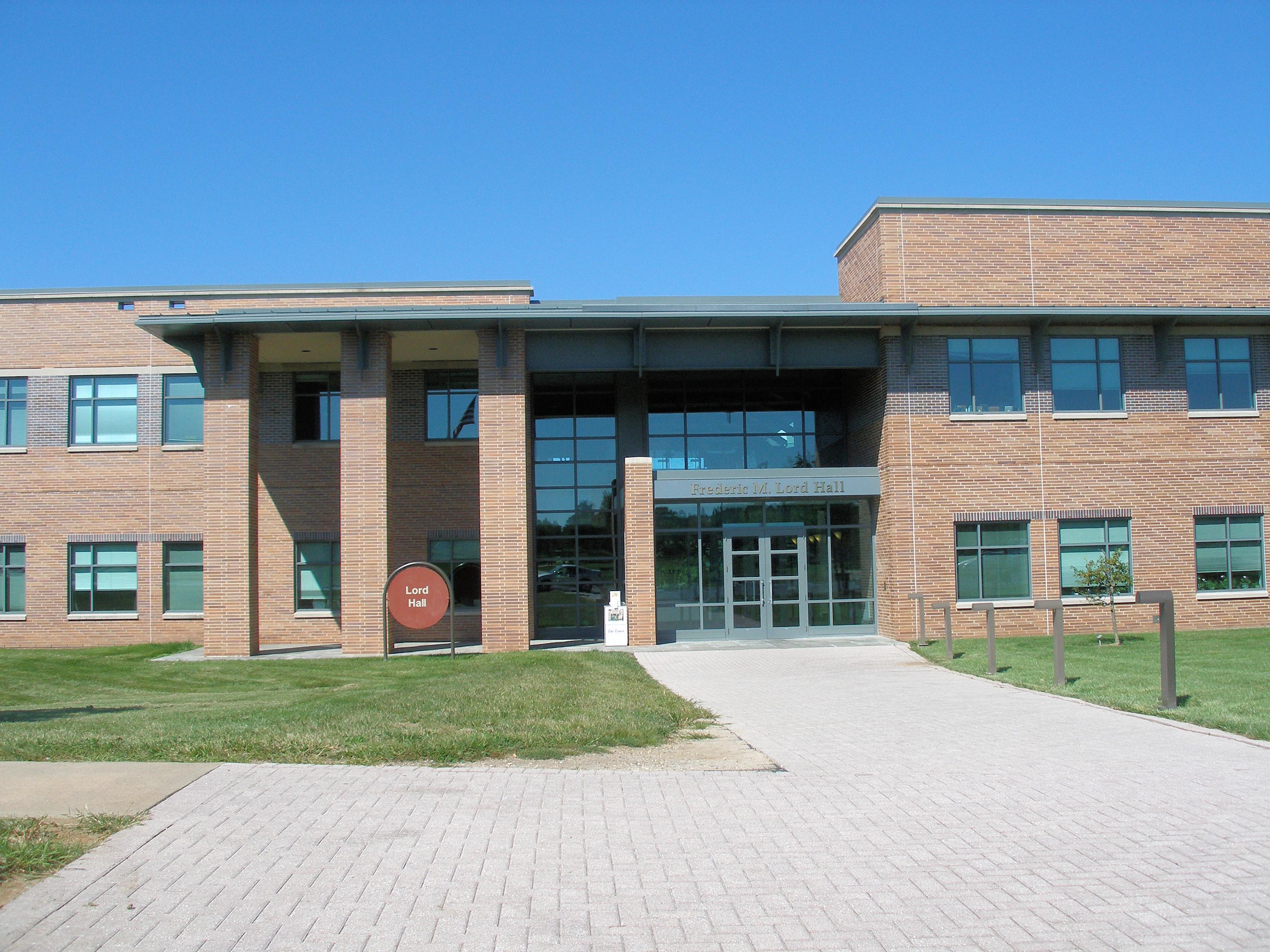
Jeden z wielu budynków kampusu siedziby Educational Testing Service

## Rodzaje testów
ETS opracowuje różne rodzaje standardowych testów przede wszystkim w Stanach Zjednoczonych, a także zarządza systemami certyfikatów językowych, w tym TOEFL (Test z języka angielskiego jako języka obcego), TOEIC (Test z języka angielskiego dla komunikacji międzynarodowej), GRE (Graduate Record Examination), na podstawie których przeprowadzane są egzaminy w ponad 180 krajach, i ponad 9000 szkołach na całym świecie.

## Siedziba
Główna Siedziba ETS zajmuje 376 akrów (1,52 km²) w kampusie Princeton. Mniejsze oddziały organizacji znajdują się także w Lawrence, Mercer County. ETS ma również placówkę w San Antonio, oraz kilka mniejszych biur w Filadelfii, Waszyngtonie, Concord, Sacramento i Monterey.
Europejskie oddziały znajdują się w Amsterdamie (ETS Global BV centrali), Londynie (ETS Global BV), Paryżu (ETS Global BV), Warszawie (ETS Global BV). Azjatyckie oddziały znajdują się w Ammanie (ETS Global BV), Seulu (ETS Global BV), Pekinie (China ETS). Oddział w Kanadzie mieści się w Kingston, Ontario.

## ETS Global BV w Polsce
Educational Testing Service (ETS) w Polsce to oddział przedsiębiorstwa zagranicznego ETS Global BV, zarejestrowany w KRS 23 czerwca 2005 roku. Oddział ETS w Polsce zajmuje się promocją i rozwojem usług i egzaminów ETS w Polsce. Poza administracją i promocją egzaminów ETS oddział zajmuje się także doradztwem w zakresie zarządzania edukacją językową i audytem językowym. ETS Global BV mieści się w Warszawie, od stycznia 2015 roku siedziba firmy znajduje się na ulicy Barskiej 28/30, budynek B, II piętro, 02-315 Warszawa.

### Wykorzystanie testówTOEICw korporacjach.
Egzaminy ETS, a w szczególności certyfikat TOEIC, bardzo dynamicznie rozwijają się w Polsce. TOEIC Listening and Reading to obecnie najczęściej zdawany egzamin z języka angielskiego w środowisku pracy. Został stworzony na życzenie firm i pracodawców i odpowiada na ich potrzeby weryfikacji i certyfikacji zaawansowania z języka angielskiego. Zastosowanie testu w firmach jest następujące:
- mierzenie efektywności szkoleń językowych i wyznaczanie celów nauki;
- rekrutacja i opisy stanowisk;
- projektowanie ścieżek kariery;
- ocena pracownicza.

W Polsce z usług ETS Global BV korzystają takie firmy jak: Grupa Żywiec, Orlen, Arcelor Mittal i Top Farms.

## Związki z innymi organizacjami
Około 25% egzaminów wykonywanych na podstawie certyfikatów ETS jest wspierane przez College Board, prywatne stowarzyszenie non-profit skupiające uniwersytety, okręgi szkolne i szkoły średnie. Najpopularniejszym z certyfikatów jest SAT, do którego egzaminów podchodzi ponad 3 miliony studentów rocznie.
Od 1983 r. ETS przeprowadza narodową ocenę postępów w nauce (NAEP), znaną jako „Report Card’s Nation”, w ramach umowy z USA National Center for Education. ETS jest obecnie odpowiedzialna za koordynację dziewięciu projektów typu NAEP.